# Caesalpinia gaumeri
Caesalpinia gaumeri es una especie de leguminosa originaria de América Austral.

## Descripción
Es un árbol que alcanza un tamaño de 20 m de altura, frondoso y de corteza grisácea. Las hojas son compuestas y las flores amarillas, aromáticas y dispuestas en racimos; los frutos son vainas aplanadas con varias semillas amarillo-verdosas.

## Distribución y hábitat
De origen desconocido, se encuentra en México presente en clima cálido desde el nivel del mar hasta los 30 metros, asociado a bosques tropicales subcaducifolios y perennifolios.

## Propiedades
En Quintana Roo se emplea contra la mordedura de cerdo, para lo cual se machaca la raíz, luego se calienta y finalmente se aplica.

## Nombres Comunes
tox'ok, toshok[cita requerida]

## Taxonomía
Caesalpinia gaumeri fue descrito por Jesse More Greenman  y publicado en Publications of the Field Museum of Natural History, Botanical Series 2(8): 330–331. 1912.
Etimología
Caesalpinia: nombre genérico que fue otorgado en honor del botánico italiano Andrea Cesalpino (1519-1603).
gaumeri: epíteto
Sinónimos
- Caesalpinia guanensis (Britton) León
- Poincianella gaumeri (Greenm.) Britton & Rose
- Poincianella guanensis Britton[5]